# Петровська Катерина Миронівна
Катерина Миронівна Петровська (нім. Katja Petrowskaja, * 3 лютого 1970, Київ) — німецька письменниця та журналістка українського походження. З 1999 року проживає в Берліні. Донька літературознавця Мирона Петровського та Світлани Петровської, сестра історика, художника та перекладача Йоханана Петровського-Штерна. 2013 року одержала одну з найзначніших німецькомовних літературних нагород — Премію Інгеборг Бахман. У 2016 пройшла до півфіналу престижного польського літературного конкурсу Angelus 2016 з книжкою «Мабуть Естер» (нім. Vielleicht Esther).

## Біографія
Катерина Петровська народилася та виросла в Києві в родині літературознавця Мирона Петровського. Вивчала літературознавство та славістику в Тартуському університеті. В 1994–1995 навчалася в Стенфордському та Колумбійському університетах за стипендією ACTR. 1998 року захистила дисертацію присвячену поезії та прозі Владислава Ходасевича в Московському університеті. 1999 року переїхала до Берліна для того, щоби працювати журналісткою для різних російських медій, зокрема Снобу. Писала також для німецькомовних газет Neuen Zürcher Zeitung, Die Tageszeitung та Frankfurter Allgemeine Zeitung.

## Нагороди
- Премія Інгеборг Бахман[en] за роман «Мабуть Естер» (2013[de])
- Стипендія Фонду Роберта Боша для дослідження до роману «Мабуть Естер» (2010)
- Стипендія Дому художників в Арензгопі (2013)

## Твори
- Die Auserwählten. Ein Sommer im Ferienlager von Orlionok. Bildreportage von Anita Back mit einem Essay von Katja Petrowskaja und einem Vorwort von Joachim Jäger. Braus, Berlin 2012. ISBN 978-3-86228-029-2
- Vielleicht Esther. Geschichten. Suhrkamp Verlag, Berlin 2014, ISBN 978-3-518-42404-9.
  - Український переклад: Мабуть Естер. Чернівці: Книги – ХХІ, 2015

## Громадська позиція
- У червні 2018 підтримала відкритий лист діячів культури, політиків і правозахисників із закликом до світових лідерів виступити на захист ув'язненого у Росії українського режисера Олега Сенцова й інших політв'язнів.[2]